# Ernst Issberner-Haldane
Ernst Issberner-Haldane, auch Ißberner-Haldane (* 11. Juni 1886 in Kolberg, Provinz Pommern; † 1966 in Frankfurt am Main), war ein deutsch-australischer Handleser, Yogalehrer und Okkultist. Sein bekanntestes Werk, das eine parawissenschaftliche Hand- und Nagel-Diagnostik vorstellt und bis zum Ende der 1990er Jahre aufgelegt wurde, wird bis heute von Heilpraktikern angewandt.

## Leben
Issberner-Haldane lebte bis zu seinem 18. Lebensjahr in Kolberg, dann zog er zu seinem Onkel nach Berlin, in dessen Tabakhandel er arbeitete und zum Kaufmann ausgebildet wurde. 1910 wanderte er über Sues (Ägypten) und Colombo (Britisch-Ceylon) in das damalige britische Dominion Australien aus. Auf Ceylon begegnete er indischen Hellsehern, Yogis und Fakiren, deren esoterische Praktiken und Ideen ihn inspirierten. Zwei Jahre arbeitete Issberner-Haldane auf verschiedenen Farmen im südlichen Australien und nahm die australische Staatsbürgerschaft an. Während einer Reise durch Südamerika begann er, ein Werk über Chiromantie zu schreiben. Angeblich schloss er im Hochland von Peru Freundschaft mit dem reisenden persischen Weisen „Devasvara Lama“, dessen esoterische Lehren er aufnahm. Nach einem erneuten Aufenthalt in Australien reiste er 1914 wieder ab, um über Deutschland in die Vereinigten Staaten zu gelangen. Auf einer Zwischenstation in Ceylon traf er einen Yogi, der ihn in Lehren über die menschliche Aura einführte und – so behauptete er – Lebensbilder aus seinen früheren Inkarnationen zeigte. Als Issberner-Haldane in Deutschland ankam, wurde er aufgrund seiner australischen Staatsbürgerschaft interniert – Australien war am 4. August 1914 gegen das Deutsche Reich und seine Verbündeten in den Ersten Weltkrieg eingetreten. Bis zum Kriegsende 1918 hielt er sich in verschiedenen Internierungslagern auf. Danach zog er nach Berlin, wo er als Handleser (Chiromant), Yogalehrer und Grafologe praktizierte und sich in diesen Fächern auch schriftstellerisch betätigte.
Die von ihm unter den Titeln „Hatha-, Râja-, Karma-, Bhakti- und Jñâna-Yoga“ bezeichneten Konzepte wurden später als „selbstgestrickte“ Lehre kritisiert, die nicht an indische Quellen anknüpft. Das Handlesen entwickelte er nach dem Gedanken, dass sich innere Erkrankungen, Neigungen und Persönlichkeitsmerkmale auf den Händen, insbesondere den Fingernägeln, abbilden würden, zu einer „medizinischen Hand- und Nagel-Diagnostik“ fort, die in die alternativmedizinische Praxis einging. Die entsprechende Schrift avancierte im deutschsprachigen Raum zu einem Standardwerk der Chirologie.
Nachdem er 1920 die Berliner Okkultistengruppe „Svastika-Zirkel“ mitgegründet hatte, nahm er zunehmend ariosophische Positionen ein. Dieser Gruppe gehörte auch der Astrologe Wilhelm Wulff an, der später den nationalsozialistischen Reichsinnenminister Heinrich Himmler beriet. 1925 lernte Issberner-Haldane den ariosophischen Autor und Verleger Herbert Reichstein kennen, in dessen auf esoterische Literatur spezialisierten Verlag er publizierte. 1927 trat Issberner-Haldane unter dem Ordensnamen „Fra Yvo“ dem Neutempler-Orden des Ariosophen Jörg Lanz von Liebenfels bei, den er als „echt arisches Genie“ bewunderte und dessen Projekte er förderte. So gehörte er zu den Spendern, die die Errichtung eines neuen Ordensstützpunktes auf der „Hertesburg“, einem Turmhügel in Prerow (Darß), unterstützten. Zusammen mit Reinhold Ebertin gründete er 1933 die „Geistige Front“, einen Zusammenschluss von Charakterologen, in den „Juden oder andere rassisch minderwertige Personen, körperlich Mißgebildete oder Krüppel (außer Kriegsversehrten), Scharlatane, Quacksalber sowie Personen, die als unzuverlässig anzusehen sind“, grundsätzlich nicht aufgenommen werden sollten. Seine Aufnahme in die NSDAP zum 1. Mai 1933 wurde abgelehnt, ein weiterer Aufnahmeantrag von 1937 blieb offenbar ebenfalls ergebnislos. 1934 veröffentlichte er in der antisemitischen Wochenzeitung Der Stürmer.
Seine rassistischen Ausführungen konzentrierten sich auf die Juden als angebliche Gefahr für „arische“ Werte. Yoga wurde von ihm in einen rassistischen Kontext eingeordnet, indem er Yogaadepten seit 1928 nachdrücklich ermahnte, sich rassisch zu veredeln und keinesfalls Mischehen mit „niederen Rassen“ einzugehen. In der 1928 veröffentlichten Yogha-Schulung für westliche Verhältnisse brachte er zum Ausdruck, dass dieses Werk „nur allein für die arische, die Lichtrasse“ geeignet sei, keineswegs für „Neger, Mongolen und Halbneger (Juden), ebenso wenig aber für ausgesprochene Bastardmenschen im Sinne der Rassenmischung“. Dass das von Issberner-Haldane propagierte Handlesen in schlechtem Ruf stehe, schrieb er in seinem Werk Wissenschaftliche Handlesekunst zum Teil einer Verteufelung dieser Praxis durch die Kirche im Zuge der Hexenverfolgung zu. Außerdem fand er eine antiziganistische „Erklärung“: Die Handlesekunst sei in den Besitz von „Zigeunern“ gelangt, die als „geborene Verbrecher“, „Schmarotzer“ und „Charlatane“ unfähig gewesen seien, die „Erhabenheit dieser Wissenschaft zu erkennen“, und sie zu ihrem eigenen Vorteil missbraucht hätten.
In einem Vortrag äußerte sich Issberner-Haldane auch zur Existenz außerirdischer und dämonischer Wesen:

„Außerdem gibt es im Kosmos Wesen, die auf der Erde als Menschen zwar einen mehr oder minder vollkommenen Entwicklungsgrad erreicht haben, ihre geistigen Erkenntnisse aber in den Dienst des krassesten Egoismus stellten und durch Schädigung anderer ihr Leben zu verbessern trachteten, also so genannte Schwarzmagier, die für lange Zeit nicht wieder zur Erde zurückkommen können, sondern die in einer bestimmten Region, auf dem so genannten schwarzen Satalit, ihre Begrenzung haben und nur zeitweise ihre geistigen Einflüsse ausüben können. Außerdem gibt es noch dämonische Wesenheiten, die, ebenfalls in bestimmter Weise gebannt, dennoch gewissen Einfluß auf die Erde und ihre Bewohner haben, und die immer wieder versuchen, passende Objekte, nämlich in bestimmter Beziehung veranlagte Medien (d. h. Vermittler) zu finden und sie auch zu finden wissen, durch die sie in der scheußlichsten Weise ihr Unwesen treiben können. Diese Wesen haben einen ungeheuren Lebensdurst. Da sie aber nicht den Körper haben, durch den sie persönlich wirken können, um sich in den Genuß von Lebenskräften zu bringen, versuchen sie, geeignete Personen zu finden, die lustmörderisch Menschen töten, damit Blut oder sonstige feine Säfte an die Luft kommen, wovon sie dann so viel aufsaugen, wie es ihnen irgend möglich ist, um so ihre Kräfte zu stärken. Man denke in dieser Beziehung an die Lustmörder Denke, Haarmann, Kürten u. a. Man kann sagen, daß diese Dämonen durch die enorme Zufuhr von Lebenskräften infolge Verblutens so vieler Menschen im Weltkriege sehr verwöhnt waren und ihre Macht ungeheuer stärken konnten, um sich nach dem Weltkriege in der genannten Art, aber auch auf andere unsichtbare Weise, auszutoben.“

Einen kulturtheoretischen Standpunkt hat er zum mythischen Inselreich Atlantis entwickelt:

„Die früheste Kulturzeit, die uns auf Grund der verschiedenen Forschungsmethoden erreichbar ist, ist die von Atlantis. Dieser Kontinent versank vor etwa 25000 Jahren … Daß die einzelnen Stämme der Arier, Maya, Inka, Tolteken, Ägypter, Iranier, Ario-Inder, Griechen … ehemals zusammengehörten und ein Zentrum hatten, von dem sie auswanderten, nämlich Atlantis, das beweisen die Ähnlichkeiten des Baustils …“

Auf der Grundlage älterer Ideen aus der Kulturgeschichte des Blutes und des Gnostizismus verband er auf synkretistische Weise politische und religiöse mit rassistischen und esoterischen Konzepten, wobei er sich besonders an eine protestantisch geprägte Zielgruppe richtete:

„Ein neuer Martin Luther muss kommen und ein Christentum bringen, das nichts mehr mit Konfessionen zu tun hat, die nur Streit ins Volk tragen. – Eine Rasse, ein Volk, ein wirklicher Führer, ein Blut, ein Glaube! Ein Glaube, der Ewigkeitswert hat: kosmische Religion … [Gott] wird von einzelnen Menschen und Völkern so begriffen, wie es das Blut (Rasse) dieser zuläßt, denn das Blut ist der Sitz der Seele …“

Die völkischen und rassistischen Gedanken in den Schriften Issberner-Haldanes verhinderten nicht, dass das nationalsozialistische Regime die Schriften verbot, so bis 1935 seine Autobiografie Der Chiromant (1925) sowie die Bücher Menschen und Leute (1927) und Handschriftendeutung (1928). 1940 folgte das Verbot der weiteren Schriften. Nachdem Rudolf Heß, der Stellvertreter Adolf Hitlers, 1941 ohne offiziellen Auftrag nach Großbritannien geflogen war, um die britische Regierung im Zweiten Weltkrieg zu einem Friedensschluss mit dem „Großdeutschen Reich“ zu bewegen, ließ die nationalsozialistische Regierung, die besonders Astrologen eine Mitschuld an Heß’ Aktion zusprach, in einer „Astrologen-Razzia“ führende Astrologen, Okkultisten und Esoteriker verhaften. Auch Issberner-Haldane gehörte zu den über 300 Inhaftierten. Vier Jahre musste er anschließend im KZ Sachsenhausen zubringen.
Nach dem Zweiten Weltkrieg erschienen Neuauflagen von Schriften Issberner Haldanes, in denen ariosophische und rassistische Passagen entfernt waren, allerdings nicht immer vollständig. Nach 1945 veröffentlichte er auch noch einige mehr oder weniger neue Schriften, wobei er sich mindestens bis 1961 den Titel Professor honoris causa einer unbekannten Universität zuschrieb. 1966 verstarb er. Seine ihn überlebende Frau, Rita Issberner-Haldane (1923–2017), praktizierte und veröffentlichte ebenfalls in den Fächern des Handlesens und der Grafologie.

## Schriften (Auswahl)
- Wissenschaftliche Handlesekunst (Chirosophie) auf Grund gereinigter alter Quellen und 20jähriger eigener Studien und praktischer Erfahrungen im In- und Auslande. Berlin 1921 (weitere Auflagen 1925, 1932, 1982, 1986, Die wissenschaftliche Handlesekunst – Chirosophie. Die Weisheitslehre der Hand. Freiburg im Breisgau 1991).
- Der Chiromant. Werdegang, Erinnerungen von Reisen und aus der Praxis eines Chirosophen, mit Vorträgen und Betrachtungen für eine höhere Weltanschauung. Bad Oldesloe 1925 (2. Auflage Neckargmünd 1932, 3. Auflage unter dem Titel Mein eigener Weg. Werdegang, Erinnerungen von Reisen und aus der Praxis eines Suchenden, Zeulenroda 1936).
- Handschriftdeutung. Leipzig 1928.
- Yogha-Schulung für westliche Verhältnisse. Pforzheim 1928 (2. Auflage unter dem Titel Die kosmische Religion der Titanen. Der neue Mensch (Yogha-Schulung). Leipzig 1935).
- Charakterologische Tatsachen und deren Merkmale. Lorch 1929.
- Lexikon der wissenschaftlichen Handlesekunst und der Berufseignungsprüfung nach der Chirosophie. Berlin 1931.
- Wie messe ich meinen Händen Ereignisse ab? In: Scherl’s Magazin, Heft 6, Juni 1931, Band 7, S. 556 f. (Digitalisat).
- Medizinische Hand- und Nageldiagnostik in Wort und Bild – Für Ärzte und Heilkundige. Berlin 1932 (Neuauflagen Freiburg 1960–1999; Ausgabe 1998: Die medizinische Hand- und Nagel-Diagnostik. Das Standardwerk der Chirologie).
- Eheleben und Ehewahl nach Körperformenkunde und Astrologie. Berlin 1932.
- Astrologie – Einführung in die Horoskopkunde. 1933.
- Arisches Weistum. Aufklärende Abhandlungen über die einzelnen Gebiete der Geisteswissenschaften auf Grund eigener Erfahrungen u. Erlebnisse, Miterleben u. zuverlässigen Berichten. Zeulenroda 1935.
- Werde Erfolgsmensch. Eine Schulung zum Ziel des persönlichen Erfolges im Alltagsleben. Berlin 1938.
- Uraltes Weistum. Aufklärende Abhandlungen über die einzelnen Gebiete der Geisteswissenschaften auf Grund eigener Erfahrungen u. Erlebnisse, Miterleben u. zuverlässigen Berichten. Zürich 1947 (Neuauflage von Arisches Weistum. Aufklärende Abhandlungen über die einzelnen Gebiete der Geisteswissenschaften auf Grund eigener Erfahrungen u. Erlebnisse, Miterleben u. zuverlässigen Berichten. Zeulenroda 1935).
- Kosmische Religion. Yoga-Schulung und Diätetik der Seele. Berlin ca. 1950 (Neuauflage von Yogha-Schulung für westliche Verhältnisse. Pforzheim 1928, allerdings ariosophische Ansätze entfernt).
- Praktisches Lehrbuch der Kabbala. Berlin 1954 (Neuauflage von Herbert Reichsteins Praktisches Lehrbuch der ariosophischen Kabbalistik. 1931).
- Die Seele des Menschen. Real-Psychologie. Biel (Schweiz) 1958.
- Die Kabbala des Zoroaster. Berlin 1961.
- Lexikon der Charakter-Eigenschaften. Selbstverlag 1965.
- Yoga im Alltag.
- Die Kunst, aus der Hand zu lesen. Berlin 1999.